# Frans van der Hoff
 (juillet 2010).
Si vous disposez d'ouvrages ou d'articles de référence ou si vous connaissez des sites web de qualité traitant du thème abordé ici, merci de compléter l'article en donnant les références utiles à sa vérifiabilité et en les liant à la section « Notes et références ».
Frans van der Hoff ou Francisco Vanderhoff Boersma comme il est appelé en Amérique latine, né aux Pays-Bas le 13 juillet 1939 et mort le 13 février 2024 à Oaxaca (Mexique), est un missionnaire néerlandais qui, en collaboration avec Nico Roozen (en) et l'agence œcuménique de développement Solidaridad, a lancé en 1988  « Max  Havelaar », le premier label du commerce équitable. Les liens entre Frans van der Hoff et les producteurs de café mexicains défavorisés ont été essentiels pour sécuriser l'approvisionnement et assurer le succès de la première certification du commerce équitable.

## Biographie
Frans van der Hoff est né en 1939 dans une famille agricole du sud des Pays-Bas. Il est devenu politiquement actif au cours de ses études à l'Université Radboud de Nimègue au sein des mouvements étudiants. Plus tard, il obtient un doctorat en économie politique et un autre en théologie durant ses études en Allemagne. 
En 1970, Frans van der Hoff s'installe à Santiago du Chili pour travailler dans les barrios comme prêtre-ouvrier. Lors du coup d'État de 1973, van der Hoff part au Mexique afin de poursuivre son travail dans les bidonvilles de Mexico. Sept ans plus tard, il s'installe à Oaxaca de Juárez dans le sud du Mexique. En tant que prêtre-ouvrier, il intègre les communautés locales et se rend compte de la misère et des difficultés économiques des producteurs de café. En 1981, il participe au lancement de UCIRI (Union de Comunidades Indigenas de la région del Istmo), une coopérative de producteurs de café créée afin de contourner les commerçants locaux (appelés « coyotes ») et mettre leurs ressources en commun. 
En 1985, van der Hoff rencontre Nico Roozen à la gare d'Utrecht grâce à un ami commun. Roozen, qui était alors responsable du développement à l'agence de développement œcuménique Solidaridad, s'intéresse au travail de van der Hoff. Le 15 novembre 1988, ils lancent conjointement le premier logo du commerce équitable, Max Havelaar. L'initiative offre aux producteurs de café défavorisés un juste prix, supérieur au prix du marché, pour un fonctionnement conforme à différentes normes sociales et environnementales. 
Le café, provenant de l'UCIRI coopérative, a été importé par la société néerlandaise Van Weely, torréfié par Neuteboom puis vendu directement aux magasins du monde et détaillants à travers les Pays-Bas. L'initiative est un succès et est reproduite dans plusieurs autres marchés. En 2006, les ventes certifiées « commerce équitable » s'élèvent à environ 1,6 milliard d'euros dans le monde entier et plus de 569 organisations de producteurs, représentant environ plus de 1,5 million de producteurs, dans 58 pays en développement. En 2010, il est l'auteur du livre Le Manifeste des pauvres.
Il meurt le 13 février 2024 à l’âge de 84 ans et est enterré au Panthéon de Ixtaltepec, à Oaxaca (Mexique),.

## Prix et distinctions
- Van der Hoff a reçu en 2006 le Prix Nord-Sud du Conseil de l'Europe. Van der Hoff a été nommé commandeur de l'Ordre de la Couronne (Belgique) par le ministre belge de la Coopération au développement en 2006.
- Van der Hoff a reçu en 2006 un doctorat honoris causa de l'université catholique de Louvain en Belgique pour ses efforts visant à établir une « Autre économie ».
- En 2006, il a reçu le Groeneveldprize de la Fondation Groeneveld aux Pays-Bas, pour ses efforts particuliers de la nature et la préservation de l'environnement.
- Il a été nommé « Chevalier de la Légion d'honneur » par le président français Jacques Chirac en 2005.
- En novembre 2012, il a reçu les insignes de Docteur honoris causa de l'Université Nice Sophia Antipolis[5].